# Педерсен, Олуф Кристиан Эдвин
Олуф Кристиан Эдвин Педерсен (дат. Oluf Kristian Edvin Pedersen; 14 марта 1878, Копенгаген — 8 марта 1917, Копенгаген) — датский гимнаст, бронзовый призёр летних Олимпийских игр 1912 года в командном первенстве по произвольной системе. Участник неофициальных летних Олимпийских игр 1906, серебряный призёр Игр 1906 года в командном первенстве по гимнастике.